# Coleophora onopordiella
Coleophora onopordiella é uma espécie de mariposa do gênero Coleophora pertencente à família Coleophoridae.